# Cratere Knudsen
Knudsen è un cratere sulla superficie di Marte.